# Darondo
Darondo (eigentlich William Daron Pulliam, * 5. Oktober 1946 in Berkeley; † 9. Juni 2013 in San Francisco) war ein US-amerikanischer Soul- und Funk-Sänger, der in der Musikszene von San Francisco aktiv war.

## Leben
Darondo bekam mit acht Jahren seine erste Gitarre; mit Schulfreunden gründete er die Hausband des Jugendclubs Lucky 13. Nach einer Ausbildung zum Elektriker begann er Ende der 1960er-Jahre seine Musikkarriere. 1970 nahm er eine erste Single, How I Got Over für das Independentlabel Ocampo auf, die jedoch wegen Vertriebsproblemen nur von der lokalen Radiostation KSOL gespielt wurde. Anfang der 1970er-Jahre trat er im Vorprogramm von Sly Stone und James Brown auf; 1973 hatte er einen kleineren Hit mit Didn’t I; bei der Session entstand weiteres Material für eine LP, die aber nicht zustande kam. Eine weitere Single (Legs) erschien auf dem kleinen Label Af-Fa World. In den 1980er Jahren ließ der Erfolg nach; Darondo trat noch in einer Reihe von lokalen Kabel-Fernsehshows auf, wie Darondo's Penthouse After Dark, Doze Comedy Videos und im Kinderprogramm Tapper the Rabbit. Nachdem er Ende des Jahrzehnts auf den Fidschi-Inseln gelebt hatte, kehrt er nach Berkeley zurück und begann eine Ausbildung zum Physiotherapeuten. 2005 wurde sein Hit Didn't I von Gilles Peterson wiederveröffentlicht. Darondos Songs erlebten ein Comeback, auch durch die Verwendung in Filmen wie Saint John of Las Vegas (2009), Life on Mars, Night Catches Us (2010) und Jack in Love (2010) oder der Erfolgsserie Breaking Bad. Der Song bildet auch den Schluss des auf der 65. Berlinale mit dem DAAD Kurzfilmpreis ausgezeichneten Films "Person to Person". Sie wurden teilweise auf den Labels Omnivore Recordings und Ubiquity/Luv N Haight Records wiederveröffentlicht. Darondo starb 2013 im Alter von 66 Jahren an den Folgen eines Herzinfarktes.

## Diskographische Hinweise
- Let My People Go (Luv N Haight, 2006)
- Listen to My Song: The Music City Sessions (Omnivore Recordings, ed. 2011)